# Doomsday Device
 (septembre 2008).
Si vous disposez d'ouvrages ou d'articles de référence ou si vous connaissez des sites web de qualité traitant du thème abordé ici, merci de compléter l'article en donnant les références utiles à sa vérifiabilité et en les liant à la section « Notes et références ».

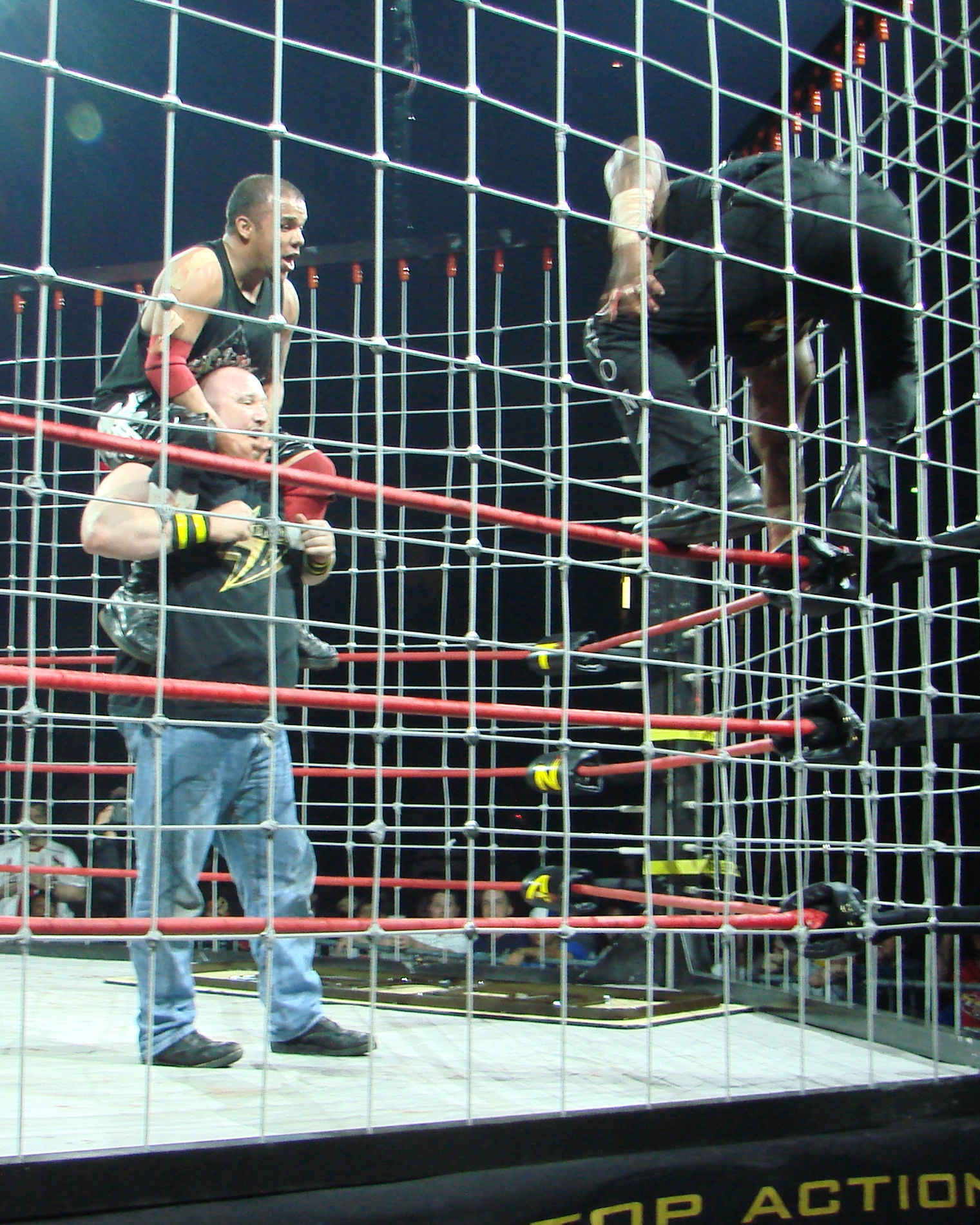
Les Dudley Boyz exécutant le Doomsday Device sur Homicide.

Doomsday Device est une attaque de catch en équipe. Un catcheur prépare un electric chair et se met en face d'un turnbuckle (poteau de ring) puis son équipier monte sur la 3e corde pour exécuter une attaque aérienne sur l'adversaire assis sur les épaules du porteur, l'adversaire reçoit l'attaque mais aussi un electric chair drop. 
Cette technique a été popularisée par l'équipe Road Warriors. Leur version était d'employer un flying clothesline. Cette technique provoque un KO à un adversaire.

## Variantes

### Doomsday dropkick
L'adversaire reçoit un dropkick.

### Doomsday DDT
L'adversaire reçoit un DDT.

### Doomsday Rana
L' adversaire reçoit un Hurricanrana.

### Doomsday Shining Wizard
L'adversaire reçoit un Shining Wizard.

### Elevated diving bulldog
Une autre version du Doomsday Device, le porteur a le dos face au turnbuckle pour permettre à son équipier de porter un diving bulldog.

### Elevated diving leg drop bulldog
Une autre version du Doomsday Device, le porteur a le dos face au turnbuckle pour permettre à son équipier de porter un diving leg drop bulldog.